# Liste der Monuments historiques in Cunel
Die Liste der Monuments historiques in Cunel… führt die Monuments historiques in der französischen Gemeinde Cunel auf.

## Liste der Objekte
| Bezeichnung                     | Beschreibung                           | Standort                           | Kennzeichnung | Schutzstatus | Datum | Bild |
| ------------------------------- | -------------------------------------- | ---------------------------------- | ------------- | ------------ | ----- | ---- |
| Skulptur Heiliger Christophorus | Stein, farbig gefasst, 17. Jahrhundert | in der Kirche St-Christophe (Lage) | PM55001371    | Classé       | 2002  |      |